# Rio Claro (Paranaíba)
Der Rio Claro ist ein rechter Zufluss in den Rio Paranaíba im Südwesten des brasilianischen Bundesstaates Goiás. Seine Gesamtlänge beträgt 406,2 km.
Sein Quellgebiet liegt südlich von Caiapônia in der Serra do Caiapó. Auf seinem südöstlichen Kurs fließt er durch die Gemeinden Perolândia, Jataí, Aparecida do Rio Doce, Caçu, Cachoeira Alta, Paranaiguara und São Simão, wo er in den Rio Paranaíba mündet.

## Neue Wasserkraftwerke
In Goiás befinden sich mehrere Wasserkraftwerke im Unterlauf des Rio Claro im Bau beziehungsweise sind fertiggestellt:
1. Caçu, Rio Claro, 65 MW, bei Caçu, Fertigstellung 2010, Usina Hidrelétrica Caçu
2. Barra dos Coqueiros, Rio Claro, 90 MW, zwischen Caçu und Cachoeira Alta, Fertigstellung 2010, Usina Hidrelétrica Barra dos Coqueiros
3. Foz do Rio Claro, 68,4 MWRio Claro Mündung, zwischen Caçu und São Simão, Usina Hidrelétrica Foz do Rio Claro
4. Salto do Rio Verdinho, zwischen Caçu und Itarumã

Zusammen werden sie 400 MW elektrische Energie liefern, genügend für eine Stadt mit 1,2 Millionen Einwohnern.

## Geschichte
Der Fluss war schon dem indigenen Volk der Caiapó bekannt.
Angelockt durch ein kaiserliches Dekret, welches zehn Jahre Steuerbefreiung garantierte für jene, welche unbewohntes Land im Landesinnern besiedelten, überquerten im Jahr 1836 der Hauptmann Francisco Joaquim Vilela und sein Sohn José Manuel Vilela und einige Begleiter den Fluss Paranaíba  bei Santa Rita do Paranaiba (heute Itumbiara) und drangen in die unbekannte Wildnis vor, bis zu einem großen Fluss, namens „Rio Claro“, folgten die Pioniere dem Fluss Paranaíba. Am Ribeirão Ariranha (Fischotter-Bach) grenzten sie Land ab. Im gleichen Jahr kehrten sie nach Minas Gerais zurück. Im Folgejahr kehrte Jose Manuel Vilela und seine Knechte zurück und siedelten sich dort dauerhaft an.